# Eladio Esparza
Eladio Esparza Aguinaga (Lesaca, 18 de febrero de 1888- Lesaca, 23 de marzo de 1961) fue un periodista y escritor español. 

## Biografía
Siendo su padre originario de Tierra Estella, estaba en Lesaca de secretario municipal desde 1878. Siendo su educación en esta localidad «marcadamente vascoparlante» «Eladio Esparza era vascoparlante nativo, a pesar de que la práctica totalidad de su producción literaria y periodística la desarrolló en lengua castellana.»
Desde 1901 fue seminarista en Pamplona, con calificaciones excelentes, aunque finalmente lo abandona en 1910. Bajo el seudónimo de Javier de Miranda se hace colaborador habitual del Diario de Navarra siendo la mayoría de sus artículos de temas literarios. Poco después, en enero de 1911, está «como redactor en El Pensamiento Navarro, publicando con regularidad, durante algunos meses», con el seúdonimo de Ramonchu.
Sin embargo, regresa a Lesaca donde se casa con Ramona Viela, maestra en la localidad, y retoma sus colaboraciones en Diario de Navarra. Además, entre 1917-1921 y 1925-1929 fue, al igual que su padre, secretario del ayuntamiento de Lesaca.
Colaboró en periódicos carlistas como El Correo Español de Madrid y El Pensamiento Navarro de Pamplona (del que fue redactor jefe). Su vasquismo cultural no impidió que tuviera encontronazos con el PNV como en 1913 cuando, interpelado desde el semanario Napartarra por sus críticas al nacionalismo replicó el 20 de septiembre dando su punto de vista. El historiador Mikelarena afirma que «a su juicio, el PNV, "en vez de ser savia opulenta en un tronco viejo, se ha metido en él como una cuña de acero tajante", "repartiendo mandobles, en vez de sembrar esperanzas". Dicho partido debía "ser una excitación generosa, un criterio amplio, una llamarada inmensa, un arco de alianza sobre todos los que han nacido en el mismo suelo y siente el cariño de la Patria".» Con todo ello no fue óbice para colaborar más tarde con el periódico nacionalista Euzkadi de Bilbao y en 1923 fue el primer director del diario La Voz de Navarra. Por reproducir en este periódico un artículo extranjero crítico con el Directorio militar de Primo de Rivera, llegó a ser encarcelado algunos meses en 1924. Pasó después al Diario de Navarra, del que fue nombrado subdirector en 1929.
Durante la Segunda República destacó por su exposición de la doctrina foral y por su campaña contra el Estatuto vasco-navarro, a la que también se sumó Hilario Yaben. Esparza se oponía a la unión de las cuatro provincias por falta de «unidad espiritual y de unidad económica» y prefería la reintegración foral de cada provincia por separado. Como buen discípulo de Víctor Pradera, veía una Navarra que «queramos o no queramos, ha sido siempre escudo y defensa de España». También debate con Joaquín Beunza sobre fuero y estatuto declarándose en todo momento heredero del espíritu paccionado originado con la ley de 1841 no viendo razón alguna «para renegar de ese derecho, para renunciar a ese derecho o para postergar ese derecho, el de todos los siglos».
Perteneció a la dirección navarra de la Comunión Tradicionalista y apoyó con entusiasmo el alzamiento del 18 de julio de 1936. Tras el Decreto de Unificación, formó parte del sector rodeznista del tradicionalismo. 
En agosto de 1937 fue nombrado gobernador civil de Álava por el régimen de Franco y ocupó el cargo rodeado de toda la parafernalia carlista, pero duró poco tiempo. Fue también Secretario General de Prensa de FET y de las JONS y perteneció a su Consejo Nacional de Prensa y Propaganda junto a Dionisio Ridruejo y otros.
A iniciativa suya se creó en 1940 la Institución Príncipe de Viana siendo su director desde 1940 a 1955. Fue temporalmente miembro de la Real Academia de la Lengua Vasca, desde 1941-1949, pero se mantuvo distante y  dimitió. No obstante, ayudó porque hubiera una secretaría en Pamplona y porque recibieran apoyo de la Diputación Foral de Navarra.
Por su labor profesional, obtuvo numerosos premios y distinciones. El profesor de la Universidad de Navarra Carlos Mata Induráin afirmó que, aunque su producción haya caído en el olvido, Eladio Esparza fue «uno de los más destacados periodistas y escritores navarros del siglo xx».

## Obras
En su faceta literaria, escribió obras de teatro, novelas y ensayos. La mayor parte de sus novelas de contenido sentimental y carga moralizante fueron publicadas en la «Biblioteca Patria» por el Patronato Social de Buenas Lecturas en las décadas de 1910 y 1920. También escribió obras de tipo histórico, centradas sobre todo en Navarra.
- Discurso sobre el Fuero de Navarra. Pamplona, Ediciones Príncipe de Viana, 1935. 64 págs.
- Pequeña historia del Reino de Navarra. El rey, el fuero, la cruzada. Ediciones Españolas, Madrid, 1940. 148 págs.

También se encuentra varios artículos dentro de la revista Pregón, nacida en Pamplona en 1943.